# Bandada

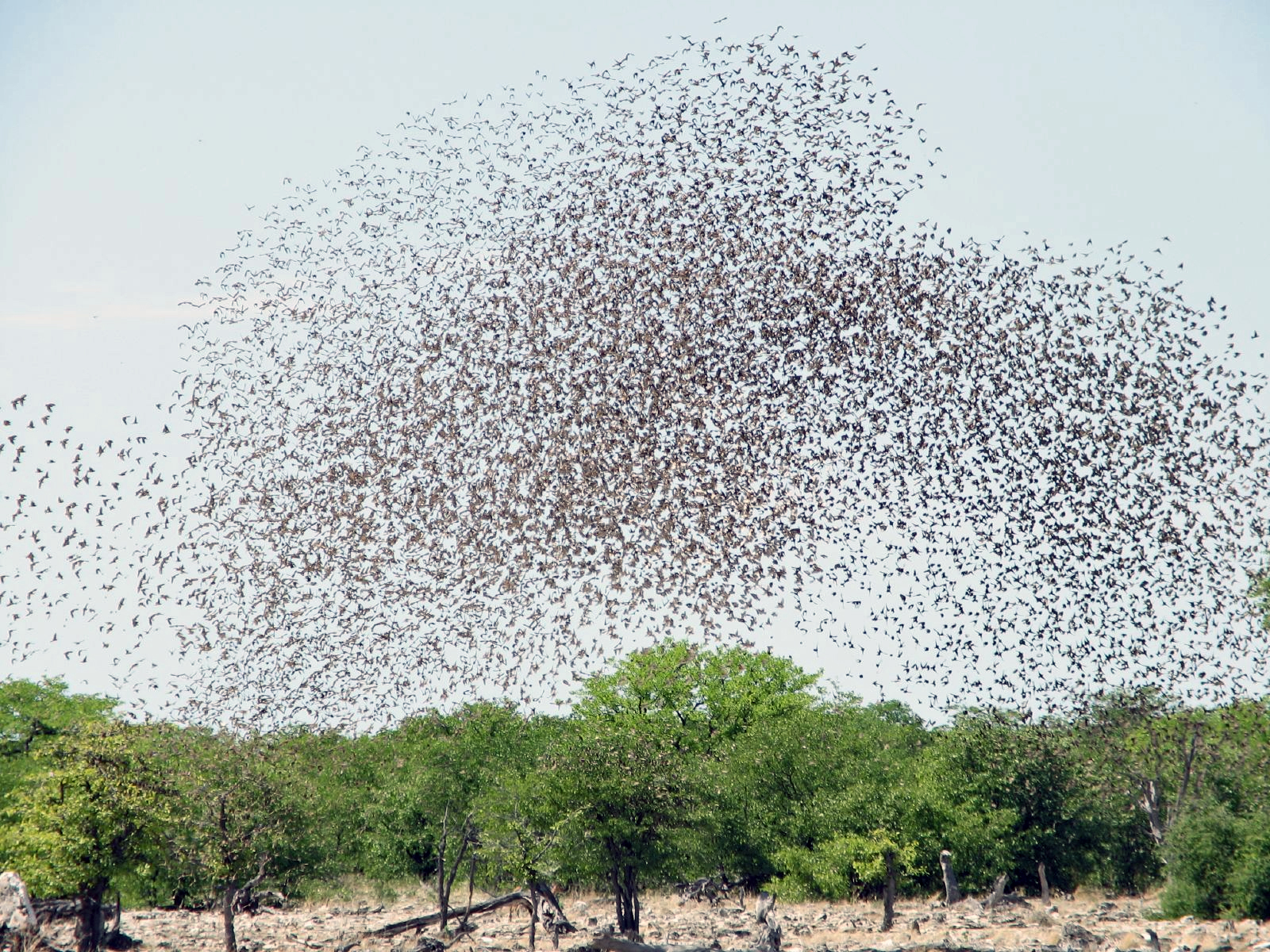
El quelea de bec vermell forma enormes bandades, de vegades amb desenes de milers d'individus.

Una bandada, un vol d'ocells, un esbart d'ocells o un estol és un grup d'aus amb un comportament gregari en el vol o en la recerca d'aliment. La paraula té un significat semblant al de banc entre els peixos o rajada entre els mamífers. Els beneficis que treuen els animals gregaris d'aquest comportament són variats i diferents en cada cas. Formar part d'una bandada també té un preu, particularment en el cas dels animals socialment subordinats, que són sotmesos pels dominants. L'individu pot sacrificar part de l'eficiència en l'obtenció d'aliments, a canvi d'altres beneficis,] com són la seguretat que aporta el grup i l'augment de l'eficiència en la recerca d'aliments.
La defensa contra els depredadors és especialment important en ambients tancats com ara els boscos, on la tàctica de l'emboscada és molt comuna. Un bon nombre d'ulls contribueix a una alerta ràpida. Això ha portat al desenvolupament d'agrupacions mixtes de més d'una espècie. Aquests grups de diverses espècies es componen generalment d'un petit nombre d'individus de moltes espècies, unides per a l'alimentació. Aquestes bandades ofereixen la seguretat del grup, evitant la competència potencial pels recursos.